# Лимни
Лимни (грч. Λίμνη) је насељено место у општини Бешичко Језеро у периферији Средишња Македонија, Грчка. Према попису из 2021. године било је 195 становника.
Према бугарском географу и историчару, Василу Канчову, у Лимнију је 1900. године живело 90 Турака. Године 1924. турско становништво је принудно исељено у Турску а на њихово место су насељене грчке избегличке породице из Турске, којих је на попису из 1928. године било 134. Село се раније звало Ланџа.